# Pilatus PC-12
Il PC-12 è un aereo executive, monomotore, monoplano ad ala bassa, progettato e prodotto dall'azienda aeronautica svizzera Pilatus Aircraft.

## Storia del progetto
Il programma PC-12 fu lanciato alla fine degli anni ottanta dalla Pilatus Aircraft per un progetto di un nuovo aereo da trasporto leggero e d'affari pressurizzato, monoturbina ad ala bassa in grado di trasportare comodamente 9 persone oltre ai due membri dell'equipaggio.
I progettisti dell'azienda svilupparono un aeroplano dalla fusoliera a sezione rettangolare, ottenendo così una cabina capace di ospitare nel massimo comfort 6 passeggeri nella configurazione VIP e fino a un massimo di 10 persone secondo l'allestimento normale.
L'azienda svizzera decise di adottare la formula monomotore in maniera tale da permettere agli operatori dell'aereo dei costi di acquisto e utilizzo abbastanza contenuti rispetto a quelli di velivoli della stessa categoria con 2 motori.
Il prototipo volò per la prima volta il 31 maggio 1991.
La Pilatus sviluppò, oltre alla versione civile per trasporto di persone e merci, anche una variante per compiti di pattugliamento e sorveglianza da proporre sul mercato militare e paramilitare, denominata originariamente Eagle.
Infatti, grazie alla sua filosofia progettuale aperta, il velivolo si presta ad una grande varietà di compiti, dal pattugliamento marittimo, ricognitore e piattaforma di comando e controllo nelle missioni di Guerra elettronica, mediante l'installazione di radar, apparati elettronici e sistemi all'infrarosso.
Il 7 agosto 2013 il 1 200º Pilatus PC-12 è stato consegnato dalla Pilatus Aircraft alla statunitense PlaneSense.

### Il traguardo delle 10.000.000 di ore di volo
A maggio 2023, la flotta globale di oltre 1.900 Pilatus PC-12 ha superato il traguardo delle dieci milioni di ore di volo dalla consegna del primo esemplare.

### Il traguardo dei 2000 esemplari consegnati
Il 12 maggio 2023, con una grande cerimonia presso la sede centrale dell'azienda a Stans, in Svizzera, Pilatus ha celebrato la consegna del 2.000º esemplare, nella fattispecie si trattava di un aereo destinato alla statunitense PlaneSense.

## Versioni
- PC-12: È la prima versione del PC-12 prodotta in serie, era spinto da un motore a turboelica Pratt & Whitney Canada PT6A-67B.
- PC-12/45: Seconda variante prodotta in serie, fu certificata nel 1996 e caratterizzata da un peso massimo al decollo aumentato; è spinto dallo stesso motore della versione precedente.
- PC-12/47: Versione certificata nel 2005 ulteriormente migliorata, anch'essa si caratterizza per il peso massimo al decollo aumentato; la motorizzazione è la stessa delle due varianti precedenti.
- PC-12/47E: Variante certificata nel 2008 e spinta da un turboelica Pratt & Whitney Canada PT6A-67P.
- PC-12M Spectre: Versione chiamata originariamente Eagle, viene impiegata principalmente per compiti speciali da parte di organi militari e paramilitari.
- PC-12NG: Variante aggiornata conosciuta come NextGeneration.
- U-28A: versione militare da collegamento e trasporto leggero adottata in 28 esemplari dall'USAF e dall'United States Special Operations Command.[9] Tale versione è dotata di sistemi di comunicazione militare comprendenti data link, video e data voice, mentre alcuni aerei hanno ricevuto sensori elettro ottici per svolgere missioni ISR (Intelligence Surveillance e Reconaissance).[9]

## Utilizzatori

### Civili
Canada
- Airmedic

6 PC-12 consegnati.
- Ornge

8 PC-12NG in servizio più 12 nuovi esemplari che andranno a sostituire i primi e saranno consegnati tra il 2024 e il 2030.
- Wasaya Airways

 Stati Uniti
- Bridger Aerospace

3 PC-12 in organico al giugno 2023.
- PlaneSense

43 PC-12 entrati in servizio a partire dal 1995, più 1 nuovo esemplare consegnanto il maggio 2023.
- Tradewind Aviation

23 PC-12 consegnati al dicembre 2022, più 20 PC-12 NGX ordinati. Ventisette esemplari in servizio al dicembre 2023.

### Governativi
Argentina
- Gendarmeria Nacional

ha in organico un solo esemplare di PC-12 impiegato per il trasporto VIP;
 Australia
- Royal Flying Doctor Service

31 PC-12 in servizio all'agosto 2019.

### Militari
Afghanistan
- De Afghan Hauai Quvah

18 PC-12NG ordinati nel 2012 e tutti consegnati al dicembre 2018, più 5 PC-12NG per missioni SIGINT ordinati nel 2015, 4 dei quali consegnati al dicembre 2018.
 Bulgaria
- Bălgarski Voennovăzdušni sili

ha in organico un solo esemplare di PC-12 impiegato per il trasporto VIP;
 Ciad
- Force Aérienne Tchadienne

2 PC-12 consegnati e tutti in servizio al maggio 2018.
 Finlandia
- Suomen ilmavoimat

6 PC-12NG consegnati e da impiegare per compiti di collegamento e trasporto leggero (consegne previste a partire dal 2010), tutti in servizio al marzo 2020.
 Iraq
- Al-Quwwat al-Jawwiyya al-'Iraqiyya

5 PC-12 consegnati.
 Irlanda
- Aer Chór na hÉireann

3 PC-12NG ordinati a dicembre 2017, consegnati tra il 2019 ed il 2020.
 Stati Uniti
- United States Air Force

28 PC-12M (ridenominati U-28A Draco) acquistati a partire dal 2006.
- - 34th Special Operations Squadron (1st SOW) presso l'Hurlburt Field, Florida
  - 319st Special Operations Squadron (1st SOW) presso l'Hurlburt Field, Florida
  - 318th Special Operations Squadron (1st SOW) presso la Cannon Air Force Base, Nuovo Messico[9]

 Sudafrica
- Suid-Afrikaanse Lugmag

impiega un solo esemplare di PC-12 per compiti di collegamento e trasporto leggero;
 Svizzera
- Forze aeree svizzere

1 PC-12 per compiti di collegamento e trasporto leggero, acquistato nel 2001.
 Thailandia
- Royal Thai Army

1 PC-12 ordinato.

## Incidenti
Il 3 ottobre 2021 è precipitato un aereo di questo modello, presso San Donato Milanese, sono morti gli 8 occupanti. Le cause sono ancora in via di accertamento.

## Velivoli comparabili
Francia
- SOCATA TBM 700

 Stati Uniti
- Beechcraft Denali
- Cessna 208 Caravan
- Piper PA-46 Malibu

### Pubblicazioni
- Riccardo Niccoli, 1st Special Operations Wing. Nel cuore delle Special Forces dell'USAF, in Rivista Aeronautica, n. 5, Roma, Stato Maggiore dell'Aeronautica Militare, 2016,  pp. 24-32.